# 18294 Rudenko
18294 Rudenko (tên chỉ định: 1978 SF5) là một tiểu hành tinh vành đai chính. Nó được phát hiện bởi Lyudmila Chernykh ở Đài vật lý thiên văn Crimean gần Nauchnyj, Ukraine, ngày 27 tháng 9 năm 1978. Nó được đặt theo tên Anatolij Afanas'evich Rudenko, a Russian space engineer.